# Cratere Bonnin
Bonnin  è un cratere sulla superficie di Venere. Deve il suo nome a Zitkála-Šá, attivista lakota.